# 賴冠傑
賴冠傑（1996年12月29日—），生於宜蘭縣礁溪鄉，出身原住民家族，父親是阿美族、母親是卑南族；為台灣男子輕艇運動員；國中時因體格不錯，受體育教練廖學滏賞識，先後加入田徑隊和輕艇隊，兩項運動相加，每天得訓練六、七個鐘頭，卻令不愛念書的他樂此不疲。與所有天賦異稟的選手一樣，賴冠傑很快在輕艇上展現驚人長才，國中時於同年齡層划出全國前三的成績。
他曾在2022年亞洲運動會輕艇比賽男子C-1 1000公尺項目以4分15秒942的成績，為台灣奪得亞運輕艇靜水競速項目的首金。他參加2024年亞洲輕艇競速錦標賽暨亞洲區奧運資格賽，以4分鐘11秒577鍍銀，取得巴黎奧運的參賽資格，成為台灣首位取得奧運輕艇競速參賽資格的選手。

## 外部連結
- 賴冠傑在International Canoe Federation（英语）